# Virgen de Cotoca
La Purísima Virgen de Cotoca, más conocida con el nombre de la Virgen de Cotoca, es una advocación de la Virgen María que se venera en la población boliviana de Cotoca, en el departamento de Santa Cruz. 
Su fiesta se celebra el día 8 de diciembre, fiesta de la Inmaculada Concepción, y el 15 de diciembre, la octava o la «recova»

## Leyenda e historia
El origen exacto de la imagen de la Virgen de Cotoca es desconocida, y como en tantos otros casos, la imaginación popular la ha convertido en leyenda. Se conocen muchas leyendas sobre esta Virgen, aunque la más conocida cuenta cuando dos leñadores se disponían a cortar un majestuoso y robusto árbol, encontraron en medio del tronco la imagen de la Virgen María.
Cotoca probablemente nació como una población pequeña formada espontáneamente por agricultores que habitaban las praderas de la zona, en donde como puntos blancos en medio de la llanura surgen pueblitos y caseríos como Paurito, Pailas, Tarope y otros. Cotoca fue en tiempos pasados pascana obligada de los viajeros a la Chiquitanía y al Brasil y estuvo muy cerca del lugar a donde se trasladó por segunda vez la ciudad de Santa Cruz, "la Vieja". Fue poblada por negros y mulatos, que trabajaron como esclavos en las haciendas vecinas, siendo ellos la mayoría de la población hasta bien entrado el siglo XIX

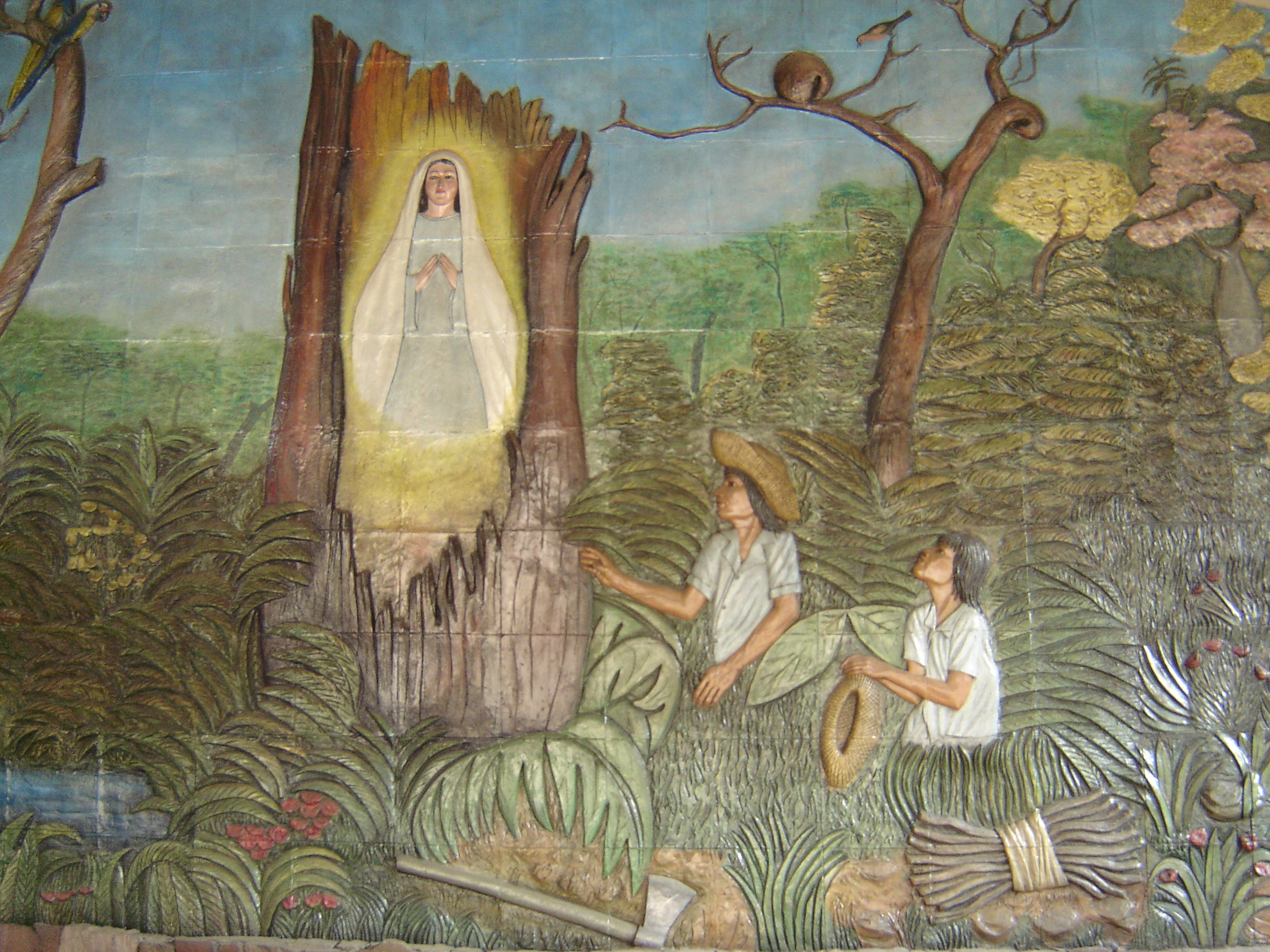
Mural que representa la leyenda sobre la aparición de la Virgen de Cotoca, construido por el escultor Germán Miguel García Miranda.

Existen varias leyendas que explican la aparición de la Virgen de Cotoca. Una de las más populares la conocemos por la pluma de Aquiles Gómez, quien relata que unos esclavos injustamente acusados por su patrón -un señor de apellido Cortez- de haber asesinado a un hacendado, escaparon a los vecinos montes de Azuzaquí, y mientras descansaban encontraron la imagen de la Virgen, escondida en el hueco del tronco de un árbol. La familia fugitiva, de apellido Barroso, rezó para que la Virgen los ayudara, milagro que se produjo al descubrirse en el pueblo a los verdaderos asesinos.
La imagen fue instalada en la casa rústica de los Barroso, en la parte norte del pueblo actual, y de allí fue venerada en pequeños altares por propios y extraños. Al morir doña Elvira Barroso, el hijo y el viudo entregaron la imagen a un rico ganadero, don Manuel Redentor Roca, quien le construyó el primer velatorio. "Es en esta forma que se construyó el santuario de la Virgen María, de adobe y techo cubierto de canales de palma, en los terrenos de don Redentor Roca, que en aquellos días ocupó la vereda sur con relación a la plaza del pueblo. Aquí, en este mismo sitio y pasando los años, los familiares del hacendado, levantaron el segundo oratorio, de mayor capacidad y de fachada más grande adonde llegaban los cientos de promesantes a pedir consuelo y en parte a dar las gracias por las infinitas concesiones y milagros otorgados por la madre de nuestro señor jesus".

## Construcción del Santuario

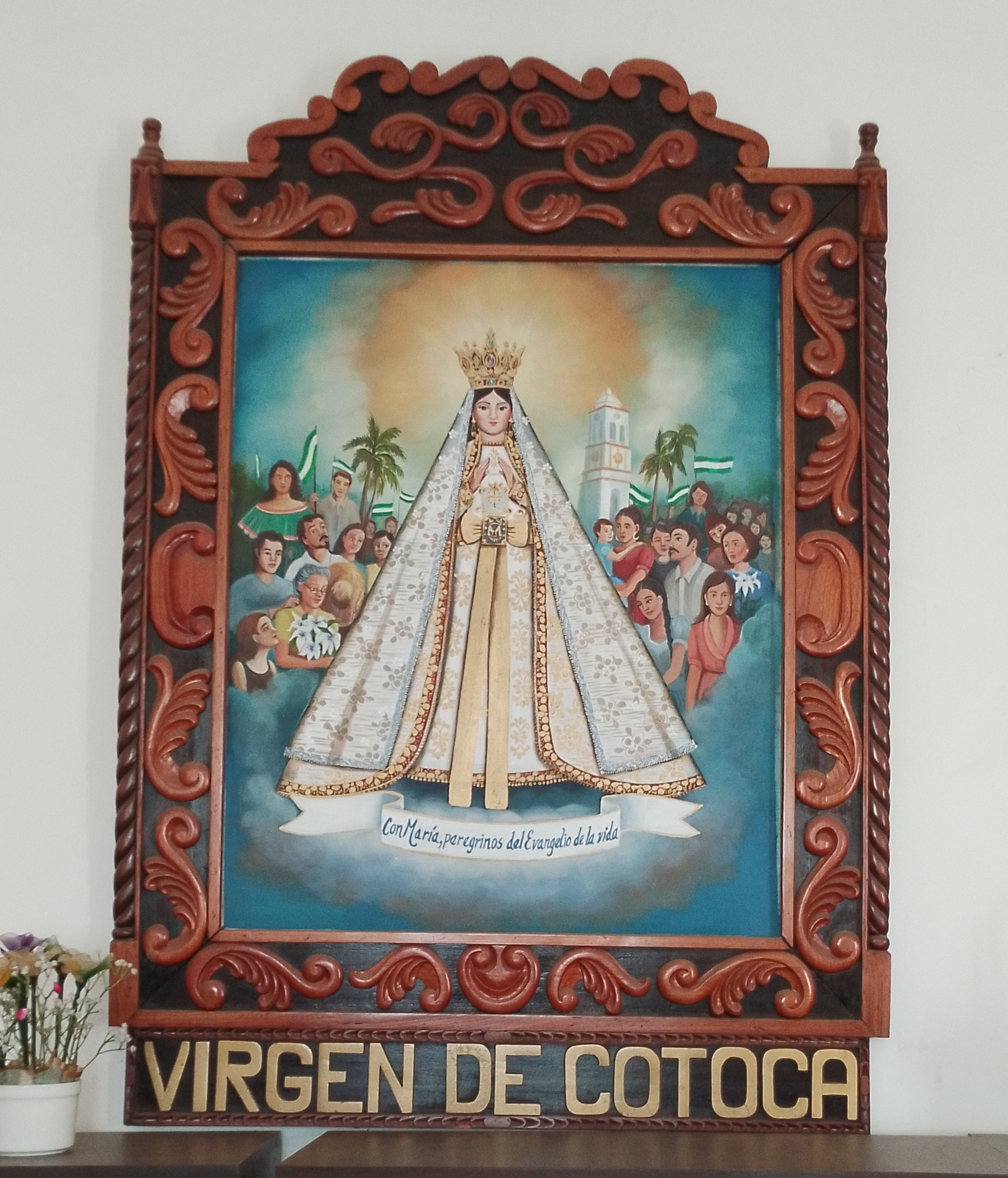
Cuadro de la Virgen de Cotoca en Santa Cruz de la Sierra (Bolivia), en la planta baja de la torre del Santuario de Cotoca, que es la oficina de atención general.

La Virgen llegó a ser tan famosa por sus milagros que en 1799 el Deán Toledo Pimentel solicitó licencia al obispo Ochoa, residente en Punata, para la construcción de una parroquia rural. El texto firmado el 19 de septiembre de dicho año decía: "En el partido de Cotoca, vice-parroquia de Paurito, jurisdicción de la ciudad de Santa Cruz se venera con culto privado la imagen de la purísima Concepción, de fama por sus prodigios y favores. Da. Silveria Gayamé aseguró que fue hallada al pie de un árbol grueso en los bosques de Azuzaquí por tres mulatos libres, del servicio de su padre, que anduvieron algún tiempo prófugos en esos bosques. Después de muchos años que la tuvo en su poder, la dio a Lorenza, madre de uno de aquellos, que se la pidió para su devota y compañera. De esta Lorenza la heredó su hija Elvira Barroso. En ese año 1799, la imagen existía en una pequeña casa o choza de motacú". 
En esa época ya la Virgen tenía retocados el rostro y las manos. Felipe Barroso, hijo de la expresada Elvira, había edificado en ese año un cuarto techo de palma de 9 a 10 varas de largo, al que poco después se le dio la largura de 15 varas con el auxilio de los vecinos (2). Este texto, quizás sea la más antigua de las versiones escritas sobre la aparición de la Virgen, y fue tomada por Victoriano Rivero y Egüez del archivo de la Parroquia, el año 1890. Como se puede observar, la leyenda relatada por Aquiles Gómez, guarda cierta afinidad con el documento aunque también hay diferencias.
El 4 de noviembre de 1799, el Obispo de Santa Cruz, previa consulta con el gobernador Francisco de Viedma, concedió licencia para la construcción de la capilla, y el 15 de diciembre siguiente se estrenó la misma, celebrando la primera misa el Deán Pimentel. El primer capellán fue D. Santiago Añez. Barroso quedó como sacristán y patrón de la nueva capilla.
Durante los primeros años de la República se comenzó a construir el tercer y definitivo templo, en la vereda oeste de la plaza. La obra fue trabajada con adobes y la dirigió el padre Meleán, quien años más tarde murió en Tarata.
El 28 de agosto de 2017, a través de auto definitivo dado en el Palacio Episcopal de Santa Cruz, se erige la parroquia de Cotoca, independizándose de la Parroquia de Paurito a la que originalmente pertenecía. Esta división se hizo con la conformidad de los vecinos de ambos poblados. El auto supremo confirmatorio fue dado en Sucre el 10 de septiembre de 1839, rubricado por el ministro Urcullo. Dicho documento también señalaba los límites de la Parroquia (3)

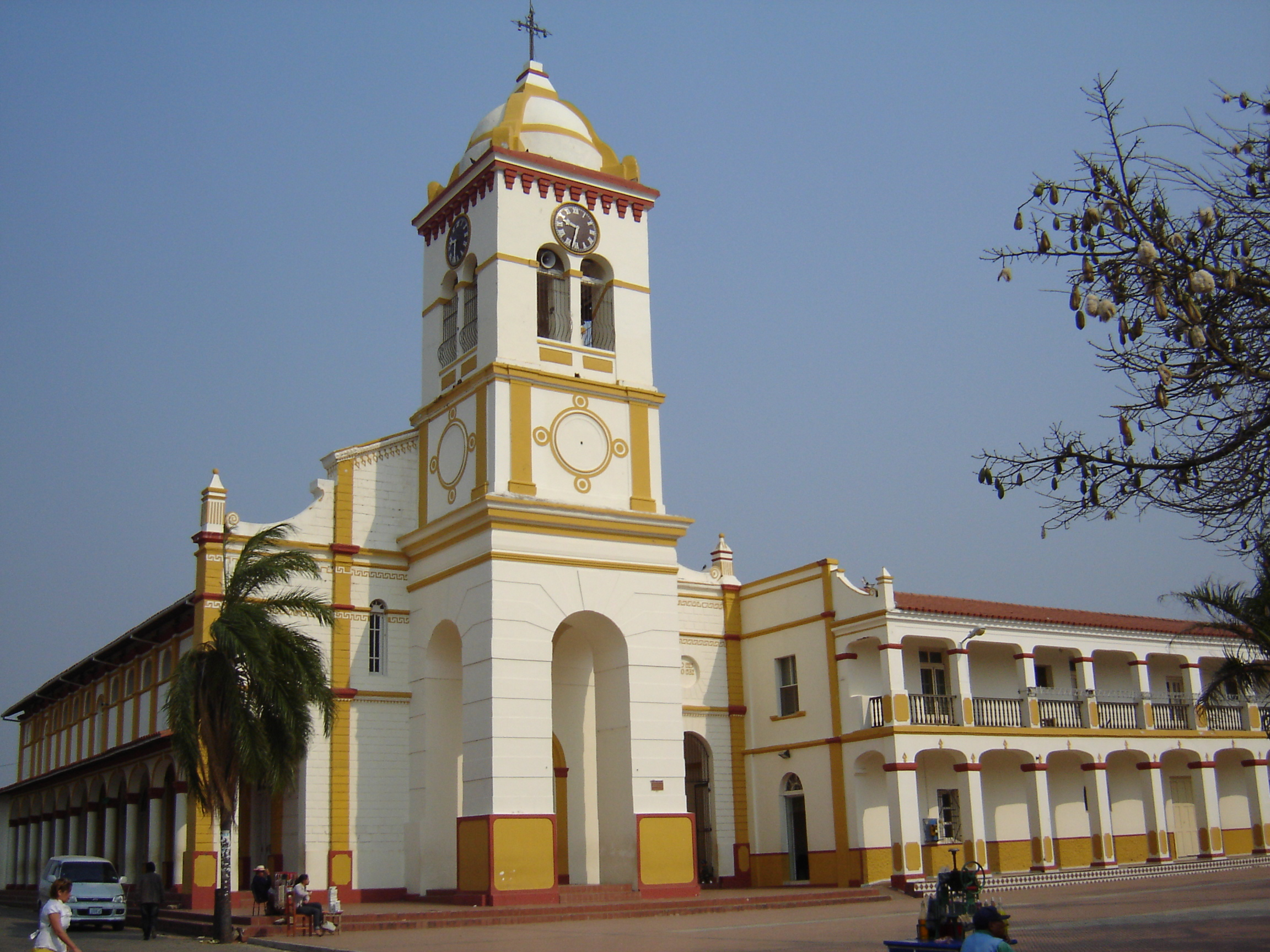
Santuario de la Virgen María de Cotoca.

El año 1844, la iglesia, de una sola nave, recibió reparación total, siendo el arquitecto el cura de Paurito D. Martín Mariano del Carrillo. En 1865 fue reparada nuevamente, encomendándose el trabajo al ingeniero boliviano Antonio Vicente Peña.
Las campanas fueron donadas por un señor de apellido Salas quien en uno de sus acostumbrados viajes hacia Chiquitos, naufragó en el cruce del Río Grande; fue en ese trance y al borde de la muerte que Salas ofreció donar las campanas a la iglesia si se salvaba. Habiendo sobrevivido, entre otras cosas compró las campanas. "Desde luego -comenta Aquiles Gómez- que dichas campanas al terminarse el templo se las colgó en un campanario provisional, hasta que al construirse la hermosa torre a comienzos del presente siglo, la donación del casi ahogado fue a ocupar el lugar del campanario". (4)
La torre fue construida por el italiano Bernardo Cadario y entregada en 1902. El religioso Fray Camilo de Agrazar decoró los interiores del templo; correspondiéndole al cura Zacarías Céspedes construir la casa parroquial.
Actualmente, la atención pastoral del Santuario de la Virgen de Cotoca está a cargo de los religiosos de la Orden de Predicadores o dominicos.
La iglesia fue declarada el 6 de mayo de 1976, por una Bula Papal de Pío XII como Santuario.